# Jan Pusty
Jan Pusty (ur. 3 czerwca 1952 w Kole) – polski lekkoatleta płotkarz, wicemistrz Europy.
Startował na 110 m przez płotki, a w hali na 60 m przez płotki. Największy sukces odniósł podczas mistrzostw Europy w Pradze (1978), kiedy to został srebrnym medalistą na 110 m przez płotki. Podczas igrzysk olimpijskich w Moskwie 1980 był piąty na tym samym dystansie. Srebrny medalista uniwersjady (1977).
Pięć razy startował w halowych mistrzostwach Europy na 60 m przez płotki. Raz był piąty (w 1978), dwa razy szósty (w 1977 i 1980), a dwa razy nie wszedł do finału (w 1975 i 1979).
Trzykrotnie był mistrzem Polski na 110 m przez płotki: w 1977, 1979 i 1980; trzy razy był też wicemistrzem na tym dystansie (w 1978, 1981 i 1982). Cztery razy zdobywał mistrzostwo Polski w hali na 60 m przez płotki: w 1976, 1977, 1978 i 1980.
Trzykrotnie startował w finale Pucharu Europy na 110 m przez płotki (w 1975, 1977 i 1979), dwukrotnie wystąpił w pucharze świata. Był rekordzistą Polski na tym dystansie (13,53 s.). Startował w barwach LKS Orkan Poznań.

## Rekordy życiowe
- bieg na 110 metrów przez płotki – 13,53 s. (21 sierpnia 1977, Sofia) – 11. wynik w historii polskiej lekkoatletyki[1] oraz 13,4 s. (pomiar ręczny: 28 lipca 1975, Bydgoszcz)